# Corona (britische Automarke)
Corona war eine britische Automobilmarke, die 1920–1923 von der Meteor Manufacturing Co. in London hergestellt wurde.
Der Corona 10.4 hp erschien 1920 und hatte einen wassergekühlten Reihenvierzylindermotor von Coventry-Climax mit 1,5 l Hubraum. Der Radstand des Wagens betrug 2.616 mm.
1922 ersetzte der kleinere Corona 9 hp dieses Modell. Meteor baute in den Wagen, der einen Radstand von nur 2.286 mm besaß, einen seitengesteuerten Reihenzweizylindermotor eigener Herstellung ein, der einen Hubraum von 1,0 l hatte.
1923 löste wieder ein etwas größerer Wagen dieses Modell ab. Der Corona 9.8 hp war wiederum mit einem Vierzylindermotor von Coventry-Climax ausgestattet, dessen Hubraum bei 1,25 l lag. Der Radstand war auf 2.591 mm gewachsen.
Im Folgejahr war die Marke vom Markt verschwunden.

## Modelle
| Modell  | Bauzeitraum | Zylinder | Hubraum       | Radstand |
| ------- | ----------- | -------- | ------------- | -------- |
| 10,4 hp | 1920–1921   | 4 Reihe  | 1460–1526 cm³ | 2616 mm  |
| 9 hp    | 1922        | 2 Reihe  | 998 cm³       | 2286 mm  |
| 9,8 hp  | 1923        | 4 Reihe  | 1247 cm³      | 2591 mm  |

## Quelle
David Culshaw & Peter Horrobin: The Complete Catalogue of British Cars 1895–1975. Veloce Publishing plc. Dorchester (1999).  ISBN 1-874105-93-6